# Будівельні матеріали Закарпатської області
Будівельні матеріали Закарпатської області — нерудні корисні копалини Закарпатської області — сировина для виробництва будівельних матеріалів (глина, пісок, гравій, вапняк тощо).

## Загальна характеристика
На базі розвіданих запасів буто-щебневої сировини (андезитів, андезито-базальтів, ріолітів, пісковиків, кварцитів) в області існує 9 механізованих каменедробільних заводів, 12 — належать колективним господарствам, окремим власникам (колишні колгоспні кар'єри), дорожніх кар'єрів на нерозвіданих запасах.
Необхідно бути готовими до поставок великої кількості буто-щебеневої сировини для будівництва сучасних автобанів через Закарпаття та Карпати. Відновлювати втрачені зв'язки з споживачами такої сировини за межами області і в сусідніх країнах.
Сировинний потенціал краю досить великий.

## Окрема сировина будматеріалів
- Керамзит. Лалівське родовище керамзитових глин (Мукачівський район)[1] детально розвідане в 1979 р. Виділено два проверстки бентонітоподібних керамзитових глин — некарбонатний і карбонатний. Запаси цих глин були обраховані в 3,3 млн куб. м. У будівництві його використовують як теплоізоляційний матеріал[2]. При складі шихти цих глин у співвідношенні 1:1 і добавці 1-2 % нафтовмісних продуктів глибини легко набухають і виходить керамзитовий гравій марки 500—550 кг/м3.
- Пісок. Родовища якісних пісків будівельних і гравійно-галечникових сумішей є проблемними для області і необхідно проводити спеціальні пошукові роботи. Практика відбору піщано-гравійних сумішей з русел річок є шкідливою для довкілля, водозабезпечення регіону, рибальства.
- Пісковик з нових родовищ (Озерне, Берегівське) містить глинисті добавки і непридатний для бетонних робіт.